# Théodore Rancy
Théodore Rancy, créateur et directeur de cirques fixes dans plusieurs villes, est né à Chalais (Charente) le 23 juillet 1818 et mort à Caen le 4 juin 1892.

## Biographie
Théodore Rancy est né à Chalais le 23 juillet 1818, de parents tyroliens : Jean-Dominique Rancy et Sabine Avarini. Sa mère, jeune danseuse de corde (déjà mère de cinq enfants) accoucha de lui sur le champ de foire où la troupe avait monté son chapiteau.
Il fut « vendu » en 1834 à un directeur de théâtre ambulant, le docteur Tollet. Il fonda ensuite une école de dressage équestre à Baden-Baden, puis fut maître de dressage à la cour de st-Petersbourg. 

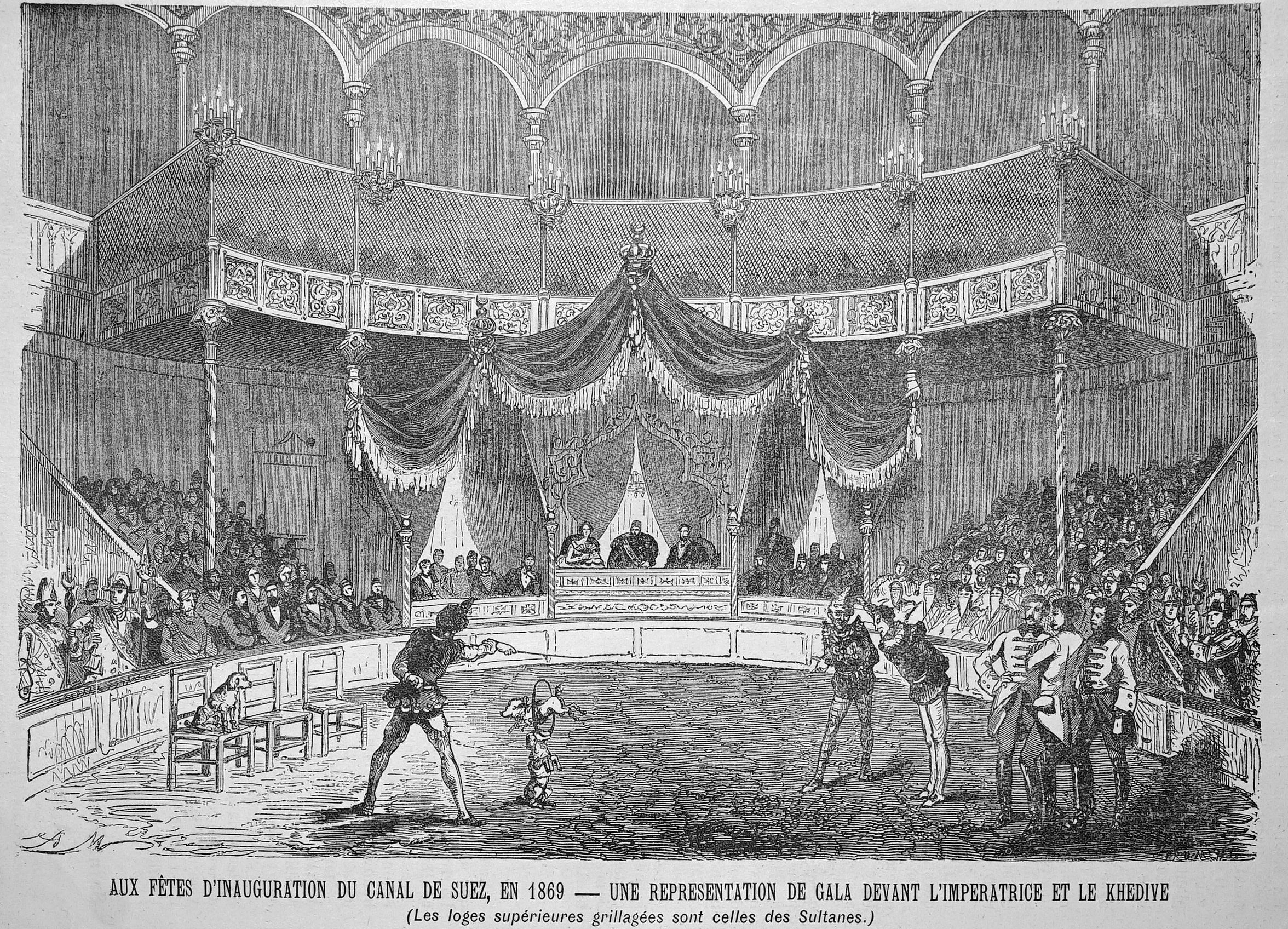
Représentation en 1869 pour l'inauguration du canal de Suez.

En 1863, sa troupe se composait de 116 personnes et d’une cavalerie de 75 chevaux. Le Cirque Rancy s’était taillé une réputation enviable. Il fut invité à donner une série de représentations au Caire à l’occasion de l’inauguration du canal de Suez. La première eut lieu le 16 octobre 1869 en présence du Khédive Ismaïl Pacha.
Il fonda en 1875 le cirque de Genève. en 1882 il installe celui de Lyon, une grande salle en bois et maçonnerie de 3 500 places, au début de la rue Moncey, près de l’actuelle place Bahadourian.
Gendre de Monsieur Loyal, Théodore Rancy est mort le 4 juin 1892 à Caen, il sera inhumé plus tard au cimetière de la Guillotière à Lyon.
Deux de ses fils lui succédèrent dans ses entreprises : Alphonse Rancy (1860-1933) et Napoléon Rancy (1866-1932).

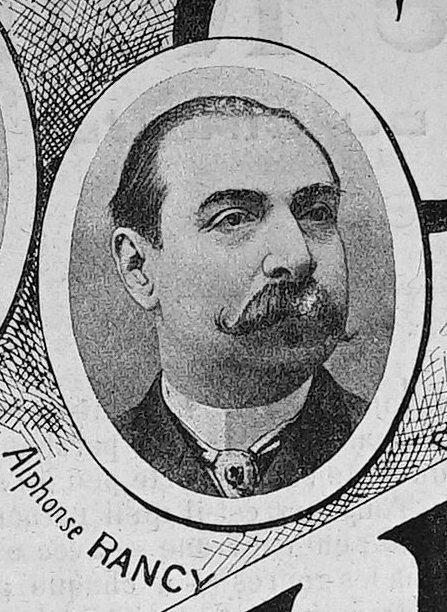
Alphonse.
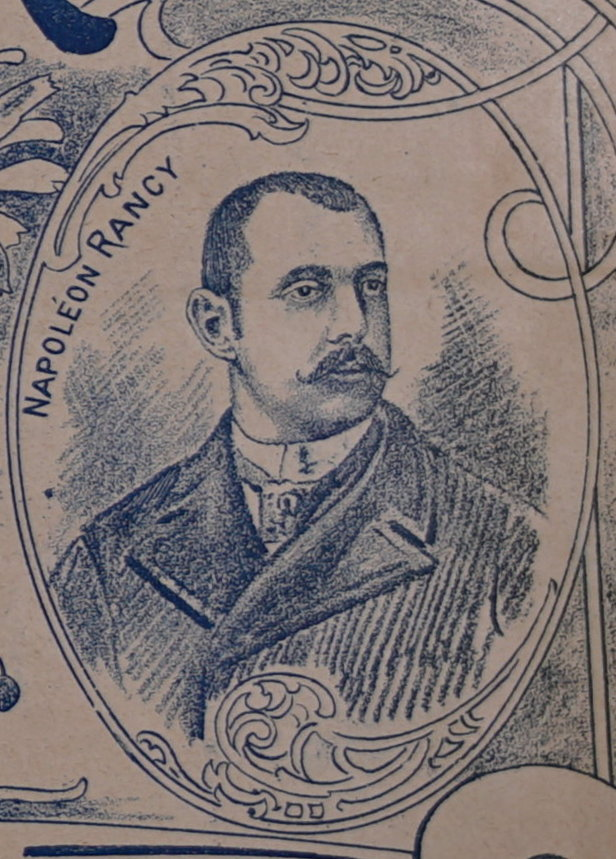
Napoléon en 1902.
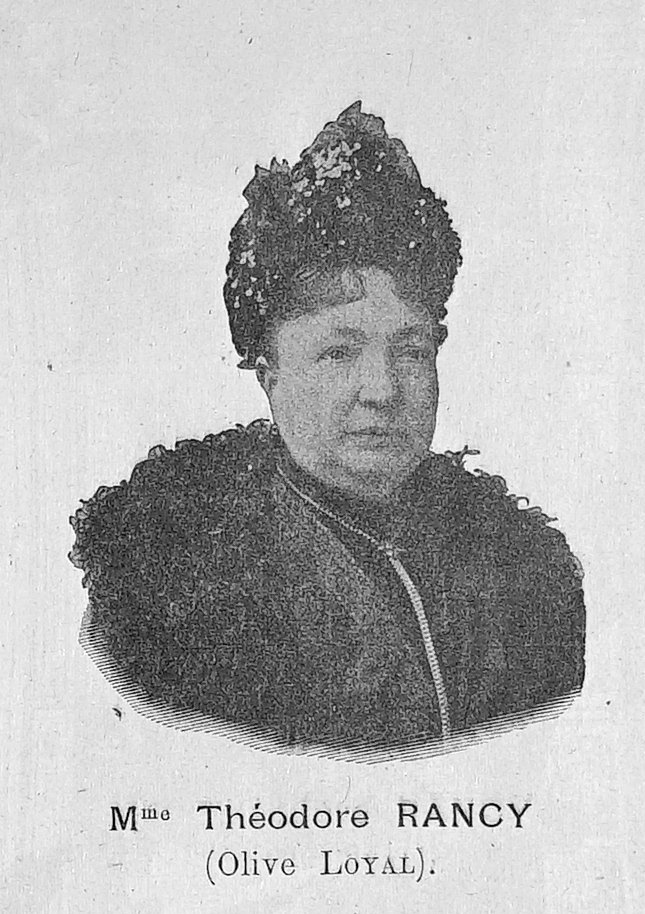
Madame Rancy, née Olive Loyal.

Quelques-uns de ses cirques existent toujours, dont le Cirque Jules Verne à Amiens.

## Hommages
- Le collège de Chalais, sa ville natale, porte le nom de Théodore-Rancy[4].